# アントニオ・ギスランツォーニ

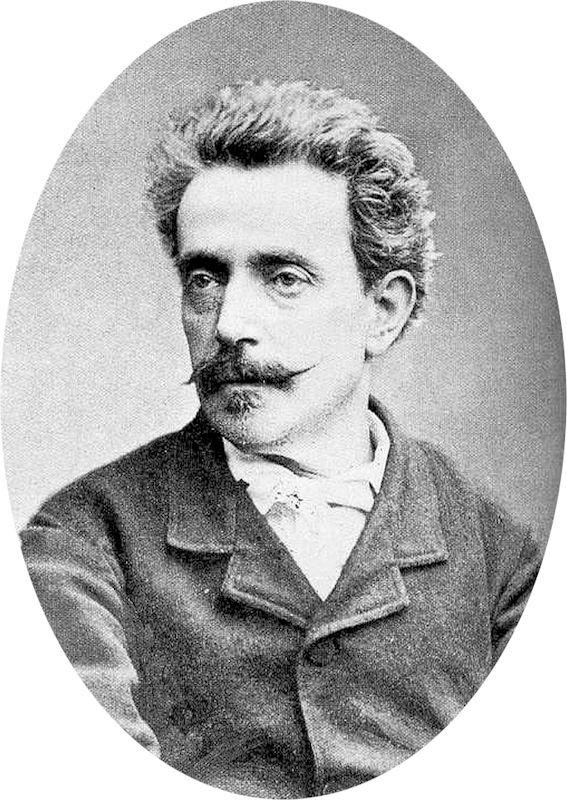
アントニオ・ギスランツォーニ

アントニオ・ギスランツォーニ（ギズランツォーニ、Antonio Ghislanzoni [anˈtɔːnjo ɡizlanˈtsoːni]、1824年11月25日 - 1893年7月16日）は、イタリアのジャーナリスト、小説家、詩人、オペラ台本作家である。特にジュゼッペ・ヴェルディの作曲したオペラ『運命の力（改訂版）』、『アイーダ』、および『ドン・カルロ（イタリア語版）』の台本作成者として有名である。

## 生涯
ギスランツォーニはロンバルディア州レッコに生まれた。はじめ神学校に入るも、1841年に不行跡のため放校となる。その後パヴィアで薬学を学ぶかたわら、小説および詩作を行うが、いずれの道にも進まずオペラのバリトン歌手となった。歌手としてかなりの実力があったらしく、例えば1851年、パリ・イタリア座で行われたヴェルディ『エルナーニ』において、カルロ5世役を歌ったとの記録が残っている。この歌手時代から彼はいくつかのオペラ台本を書き始め、またフランス国内での地方回りのオペラ一座を主宰するなどした。
1848年には、折からヨーロッパ全土を席巻した革命の機運に乗じ、また特にイタリアの革命活動家ジュゼッペ・マッツィーニに触発され、ミラノでイタリアの共和制による統一を標榜する新聞を創刊するも、弾圧に遭いスイスへ逃亡したり、マツィーニの主導したローマ共和国の支援活動を行った容疑でフランス官憲に逮捕され、短期間ながらコルシカ島に勾留されるなど、波瀾の日々を過ごす。
1854年にはミラノに戻るが、この頃から気管支炎を病み、1855年にはオペラ歌手としてのキャリアを終えた。彼はミラノで本格的にジャーナリズムおよび音楽評論の道を目指し、同市の楽譜出版社リコルディ社の音楽雑誌「ガゼッタ・ムジカーレ・ディ・ミラノ」誌の編集者を務め、また1856年には彼の処女小説「劇場の芸術家たち」Gli artisti da teatroを出版した。この小説は彼のオペラ歌手時代の実体験に基づき、劇場の舞台裏事情をユーモラスに活写したもので、20世紀に入っても重刷されるほどの評判を得た。1860年代には多くの短篇・幻想小説を著し、アッリーゴ・ボーイトらと並んで、「スカピリアトゥーラ」（Scapigliatura＝蓬髪主義）の代表的人物の一人とみなされていた。音楽評論家としても活発に評論記事を寄稿、本人の弁では生涯に2,162本の記事を書いたという。
1868年には、脳卒中で倒れた台本作家ピアーヴェに代わって、ヴェルディ『運命の力』の改訂版の台本作成を行う。1862年にロシア・サンクトペテルブルクで初演された同オペラは、そのエンディングの悲惨さ（主人公3人が相次いで死ぬ）が主因でお蔵入り寸前の作品となっていたが、ギスランツォーニの改訂版は1869年のミラノ・スカラ座で好意的に迎えられた。ギスランツォーニの仕事振りはヴェルディの気に入ったものと見え、この後『アイーダ』の台本（1870年）、『ドン・カルロ』のイタリア語版台本（1865年初演のフランス語版をベースに一部改変、同版の初演は1872年）で彼はヴェルディに協力することになった。特に、『アイーダ』ではイタリア・オペラの伝統的な韻文にとらわれない、散文的な作詞の試みもみられて注目される。
ギスランツォーニはヴェルディ以外の作曲家にも数多くのオペラ台本を提供した。その総数85本ともいう。主なものにはエンリコ・ペトレッラ『いいなずけ』I promessi sposi（1869年初演、マンゾーニの有名な小説に基づく）、アミルカレ・ポンキエッリ『リトアニア人』I Lituani（1874年）、カルロス・ゴメス『フォスカ』Fosca（1873年）、同『サルヴァトール・ローザ』Salvator Rosa（1874年）、アントニオ・カニョーニ『パパ・マルタン』Papà Martin（1871年）、同『フランチェスカ・ダ・リミニ』Francesca da Rimini（1878年）、アルフレード・カタラーニ『エドメア』Edmea（1886年）があり、同時代もっとも重要な台本作家の一人とされていたが、今日これらヴェルディ以外の作品は標準的なレパートリーには残っていない。
1893年にカプリーノ・ベルガマスコで死去した。